# 생쥐와 인간 (1992년 영화)
《생쥐와 인간》(영어: Of Mice and Men)은 미국에서 제작된 1992년 시대극 드라마 영화이다. 존 스타인벡의 동명 소설을 바탕으로 제작되었다. 게리 시니스가 연출, 제작을 맡고, 존 맬커비치 등과 함께 출연하였다.

## 출연진
- 존 맬커비치
- 게리 시니스
- 레이 월스턴
- 케이시 시마스코
- 셰릴린 펜
- 노블 윌링햄
- 존 테리
- 리처드 릴리
- 조 모턴
- 마크 분 주니어
- 모이라 해리스
- 알렉시스 아켓
- 데이비드 스틴

## 기타 제작진
- 배역: 어맨다 매키 존슨, 캐시 샌드리치
- 미술: 데이비드 그로프먼
- 의상: 셰이 컨리프